# Dan Povenmire

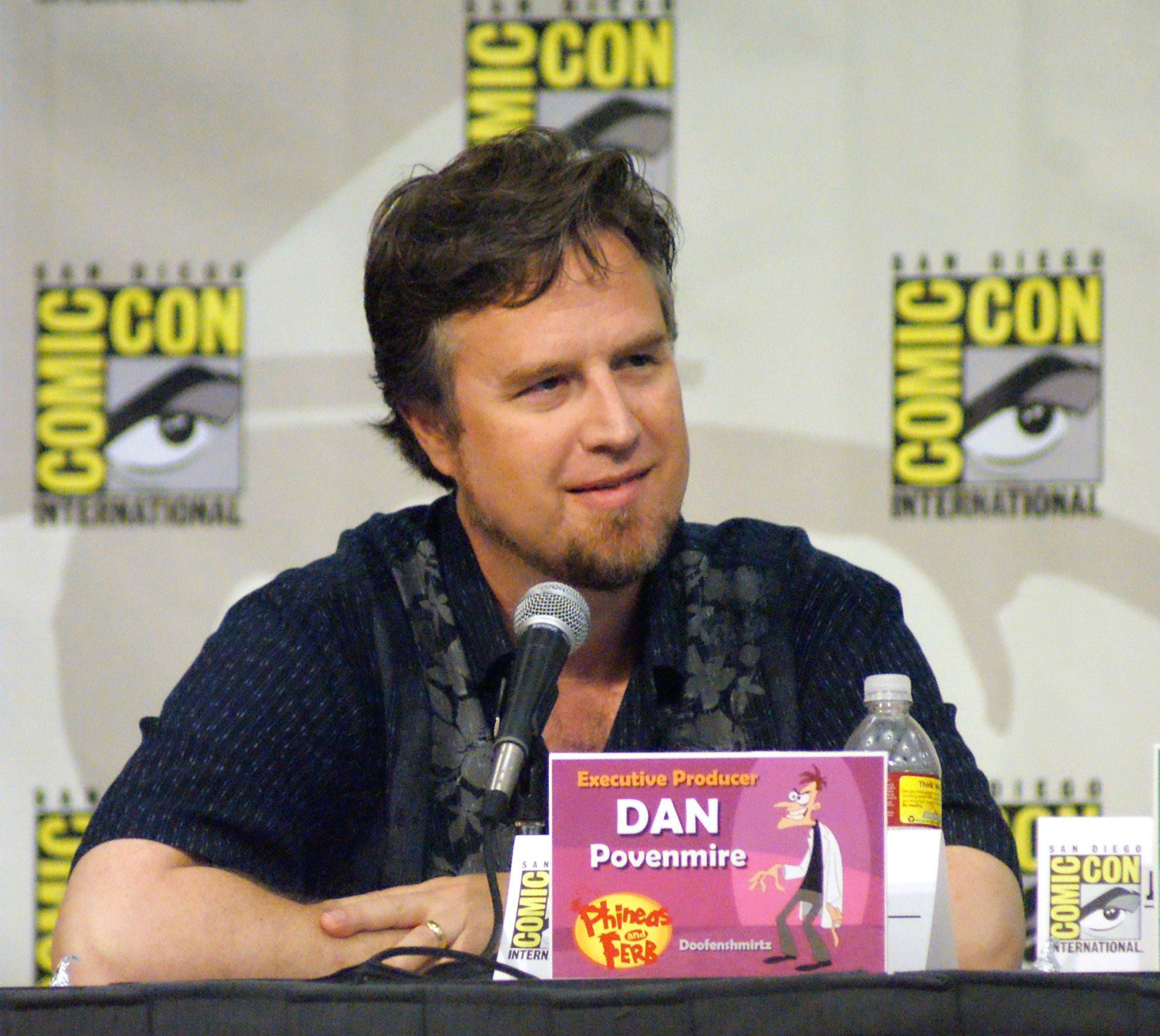
Dan Povenmire, Comic-Con 2009

Daniel Kingsley Povenmire (* 18. September 1963 in San Diego) ist ein US-amerikanischer Cartoonist, Autor, Produzent, Drehbuchautor, künstlerischer Leiter und Synchronsprecher. Mit Jeff Marsh erfand er die Zeichentrickserien Phineas und Ferb und Schlimmer geht’s immer mit Milo Murphy. Hamster & Gretel ist sein eigenes Werk.

## Biografie
Nachdem er die High School absolviert hatte, studierte Povenmire an der USC. Seine ersten beruflichen Schritte begannen 1993 mit der Zeichentrickserie Rockos modernes Leben. Für die Arbeit an der Episode „O-Town räumt auf“ von Rockos modernes Leben gewann er 1996 mit Jeff Marsh den EMA-Award.
Von 1999 bis 2002 arbeitete Dan Povenmire an der Zeichentrickserie SpongeBob Schwammkopf mit. Außerdem war er an der Zeichentrickserie Family Guy beteiligt. In den Jahren 2000 und 2006 wurde er für seine Arbeit an den Episoden „Friede sei mit dir“ und „PTV“ von Family Guy für den Emmy Award nominiert. Ebenfalls im Jahr 2006 wurde Povenmire für seine Arbeit an der Episode „PTV“ für den Annie Award nominiert. Von 2007 bis 2015 arbeitete Povenmire mit Jeff Marsh an der Zeichentrickserie Phineas und Ferb als Regisseur, Drehbuchautor, Produzent und künstlerischer Leiter. In der englischen Fassung der Serie lieh er Dr. Doofenschmirtz die Stimme.

## Filmografie (Auswahl)
als Produzent
- 2007–2015: Phineas und Ferb (Phineas and Ferb) (Fernsehserie)
- 2016–2019: Schlimmer geht’s immer mit Milo Murphy (Milo Murphy’s Law) (Fernsehserie)
- seit 2022: Hamster & Gretel (Fernsehserie)

als Drehbuchautor
- 1993: Rockos modernes Leben (Rocko’s Modern Life)
- 1993: Psycho Cop II (Psycho Cop Returns)
- 1999: SpongeBob Schwammkopf (SpongeBob SquarePants)
- 2007–2015: Phineas und Ferb (Phineas and Ferb)
- 2016–2019: Schlimmer geht’s immer mit Milo Murphy (Milo Murphy’s Law)
- seit 2022: Hamster & Gretel

als Regisseur
- 1993: Rockos modernes Leben
- 1999: SpongeBob Schwammkopf
- 2000: Family Guy
- 2007–2015: Phineas und Ferb

als Schauspieler
- 1989: Adam Sandler’s Love Boat (Going Overboard)
- 2007–2015: Phineas und Ferb (Stimme)
- 2016–2019: Schlimmer geht’s immer mit Milo Murphy (Stimme)
- 2020: Phineas und Ferb: Candace gegen das Universum (Phineas and Ferb: Candace Against the Universe) [Stimme]

als Künstlerischer Leiter
- 2007–2015: Phineas und Ferb
- 2016–2019: Schlimmer geht’s immer mit Milo Murphy